# Bibircsvirág
A  bibircsvirág (Gymnadenia) a spárgavirágúak (Asparagales) rendjébe sorolt kosborfélék (avagy orchideafélék, Orchidaceae) családjában a névadó Orchideae nemzetségcsoport egyik nemzetsége.

## Származása, elterjedése
A fajok többsége európai

## Életmódja, élőhelye
Földön lakók.